# Gaby Frauenkron-Schröder
Gabriele (Gaby) Frauenkron-Schröder (Sankt Vith, 15 april 1958) is een Belgisch politicus en lid van het Parlement van de Duitstalige Gemeenschap.

## Levensloop
Frauenkron-Schröder werd beroepshalve bestuurder en meewerkende echtgenote in een kleinhandel in algemene voeding en fijne vleeswaren.
Voor Ecolo werd ze in 1994 verkozen tot gemeenteraadslid van Sankt Vith en was er van 1998 tot 2008 tevens schepen. In 2008 verliet ze de gemeentepolitiek van Sankt-Vith nadat ze in opspraak was gekomen omdat ze haar echtgenoot geen bouwvergunning had gegeven om appartementen te laten bouwen.
Bovendien was ze van 2004 tot 2005 lid van het Parlement van de Duitstalige Gemeenschap.